# Мохд Амірул Ізван Яакоб
Мохд Амірул Ізван Яакоб (англ. Mohd Amirul Izwan Yaacob, нар. 25 квітня 1986) — малайзійський футбольний арбітр, арбітр ФІФА з 2012 року.

## Кар'єра
Ізван Яакоб розпочав професійне суддівство в 2011 році і в 2012 році отримав статус арбітра ФІФА..
В подальшому він став обслуговувати матчі Ліги чемпіонів АФК і Кубку АФК
У 2015 році він був обраний для обслуговування матчів юнацького U-17 чемпіонату світу в Чилі, відсудивши на турнірі дві гри, в тому числі матч 1/8 фіналу.
В подальшому працював на азійському відбірковому турнірі на чемпіонат світу 2018 року
Був одним з арбітрів Кубка Азії 2019 року.